# Фтороформ
Фтороформ — тривиальное название трифторметана (фреона 23, хладона 23, R23, HFC 23). Фтороформ является фторорганическим соединением, принадлежащим к фторзамещённым углеводородам метанового ряда. Фтороформ используется в качестве хладагента высокого давления для получения температуры до минус 100 °C и реагента для сухого травления при изготовлении сверхбольших интегральных схем.
Фтороформ СНF3 (трифторметан) — это химическое органическое инертное соединение. Соединение является одним из галоформов; класс соединений с формулой CHX3 (где Х — галоген).
Фтороформ используется в различных областях, и производится в качестве побочного продукта производства тефлона. 

## Биологическое значение

### Встречаемость фтороформа в природе
Трифторметан создаётся биологическим путём в небольших количествах, по-видимому, при декарбоксилировании трифторуксусной кислоты.

## Свойства
- Теплота образования ΔH°298: 162,6±0,6 ккал/моль,
- Удельная теплоемкость: 0,28 ккал/кг·град,
- Давление пара: {\displaystyle {\mbox{lg}}P=8,193-{\frac {1004,83}{\mbox{T}}}}.

В отличие от хлороформа, протонизации водорода при действии щелочей не происходит.

## Промышленное применение
CHF3 используется в полупроводниковой промышленности при плазменном травлении оксида кремния и нитрида кремния. Известный как R-23 или HFC-23 в качестве хладагента высокого давления (главным образом для низких температур, примерно до −100°), а иногда и в качестве замены для трифторохлорметана, который является побочным продуктом её производства.
При использовании в качестве средства пожаротушения фтороформ имеет фирменное наименование фирмы DuPont — FE-13. Фтороформ рекомендуется для этих целей из-за его низкой токсичности, низкой реакционной способности и высокой плотности.

### Органическая химия
CHF3 является реагентом для создания источников «CF3−» для депротонирования. Молекула низкотоксична и имеет рКа = 25-28. Это вещество является прекурсором для производства CF3Si(CH3)3

## Синтез
Фтороформ впервые был получен Морис Меслансом в результате бурной реакции иодоформа с сухим фторидом серебра в 1894 году. Реакция была улучшена Отто Раффом путём замещения фторида серебра смесью фторида ртути и фторида кальция. Реакция обмена происходит между иодоформом и бромоформом, а также при обмене первых двух галогенных атомов фтора.
Фтороформ получают действием SbF3Cl2•2HF на хлороформ; он образуется при действии HgF2 на CHBrF2; при действии щелочей на трифторметилсодержащие карбонильные соединения: {\displaystyle {\mbox{CF}}_{3}+{\mbox{COR}}+{\mbox{KOH}}\longrightarrow {\mbox{CF}}_{2}{\mbox{H}}+{\mbox{RCOOK}}},
а также на трифторметильные производные некоторых цементов:
{\displaystyle {\mathsf {{\begin{matrix}{\mbox{CF}}_{3}{\mbox{SO}}_{2}{\mbox{K}}\\({\mbox{CF}}_{3})_{3}{\mbox{P}}\\({\mbox{CF}}_{3})_{2}{\mbox{Hg}}\end{matrix}}{\Bigg \}}{\xrightarrow {\mbox{KOH}}}CF_{3}H+{\Bigg \{}{\begin{matrix}{\mbox{K}}_{2}{\mbox{SO}}_{3}\\{\mbox{K}}_{2}{\mbox{HPO}}_{3}\\{\mbox{Hg(OH)}}_{2}\end{matrix}}}}}

## Трифторметан как парниковый газ
CHF3 является мощным парниковым газом. Была дана[кем?] оценка сравнения диоксида углерода и трифторметана на действие в атмосфере: одна тонна трифторметана имеет тот же эффект что и 11700 тонн диоксида углерода. Более поздние работы показали, что эта эквивалентность в рейтинге ПГП немного больше чем 14800 для трифторметана. Время жизни трифторметана в атмосфере составит 270 лет.
Развивающиеся страны стали крупнейшими производителями фтороформа в последние годы, согласно данным секретариата Всемирной метеорологической организации. Выбросы фтороформа учтены в Киотском протоколе. Чтобы смягчить пагубное воздействие этого газа, фтороформ может быть уничтожен с помощью электрической плазменной технологии или сжиганием при высоких температурах.

## Дополнительные физические свойства
| Свойство                              | Значение       |
| ------------------------------------- | -------------- |
| Плотность (ρ) при −100 °C (жидкость)  | 1.52 г/см³     |
| Плотность (ρ) при −82.1 °C (жидкость) | 1.431 г/см³    |
| Плотность (ρ) при −82.1 °C (газ)      | 4.57 кг/м³     |
| Плотность (ρ) при 0 °C (газ)          | 2.86 кг/м³     |
| Плотность (ρ) при 15 °C (газ)         | 2.99 кг/м³     |
| Критическая плотность (ρc)            | 7.52 моль/литр |
| Коэффициент сжимаемости (Z)           | 0.9913         |
| Периферический фактор (ω)             | 0.26414        |